# Zona pellucida

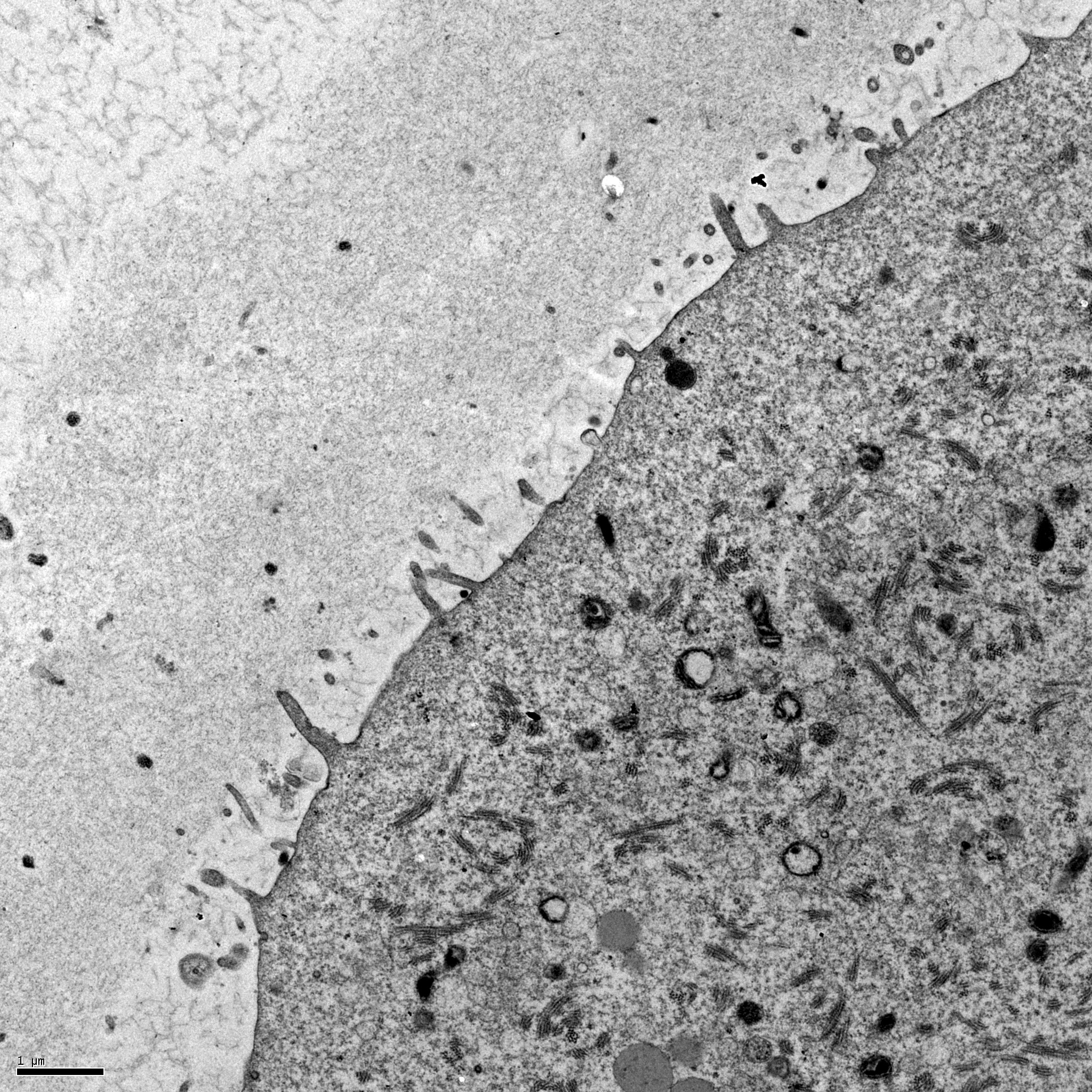
Zona pellucida яйцеклітини миші, електронна мікроскопія

Zona pellucida, також використовується буквальний переклад блискуча оболонка — зовнішня оболонка яйцеклітини ссавців. Складається з глікопротеїнів, є захисним шаром яйцеклітини. Під час запліднення спочатку сприяє приєднанню сперматозоїда, а далі руйнується ферментами, що містяться в його акросомі. Після потрапляння ядра сперматозоїда всередину яйцеклітини zona pellucida блокує контакти з іншими сперматозоїдами для запобігання поліспермії.
Основні глікопротеїни блискучої оболонки: ZP1, ZP2, ZP3, ZP4. У всіх ссавців присутні ZP2 та ZP3, тоді як ZP1 і ZP4 наявні не завжди. Зокрема у мишей ZP4 є псевдогеном і не утворює функціонального білка. Аналогічно у собаки та бика псевдогеном є ZP1. Блискуча оболонка наявна у всіх сучасних ссавців: плацентарних, сумчастих та однопрохідних.
До функцій білків ZP належать роль в оогенезі, таксоноспецифічне приєднання сперматозоїда, індукція акросомної реакції, захист від поліспермії та захист зародка, що розвивається. Зокрема, при заплідненні сперматозоїд людини зв'язується лише з яйцеклітиною людини, горили чи гібона, а з іншими приматами чи ссавцями не зв'язується. Натомість сперматозоїди миші мають ширшу здатність контактувати з різними яйцеклітинами ссавців.

## Утворення блискучої оболонки
Zona pellucida являє собою досить товстий шар міжклітинного матриксу. Ооцити першого порядку на початку розвитку не мають блискучої оболонки, але в ході росту набувають її. Спочатку вона виглядає як окремі фібрили, що розташовані в кишенях на поверхні ооцита, а надалі перетворюється на одноманітний глікопротеїновий шар. мРНК генів ZP1-4 не виявляється у дрібних ооцитів першого порядку, а з початком росту в кожному ооциті з'являються сотні тисяч копій цих молекул.

## Мутації генів ZP та безпліддя
Описана низка мутацій у генах ZP1-ZP4 людини, які призводять до безпліддя. Виявлені точкові, нонсенс-мутації, мутації зі зсувом рамки зчитування, які призводять до синтезу нефункціональних білків, що нездатні сформувати блискучу оболонку.